# Maiacetus

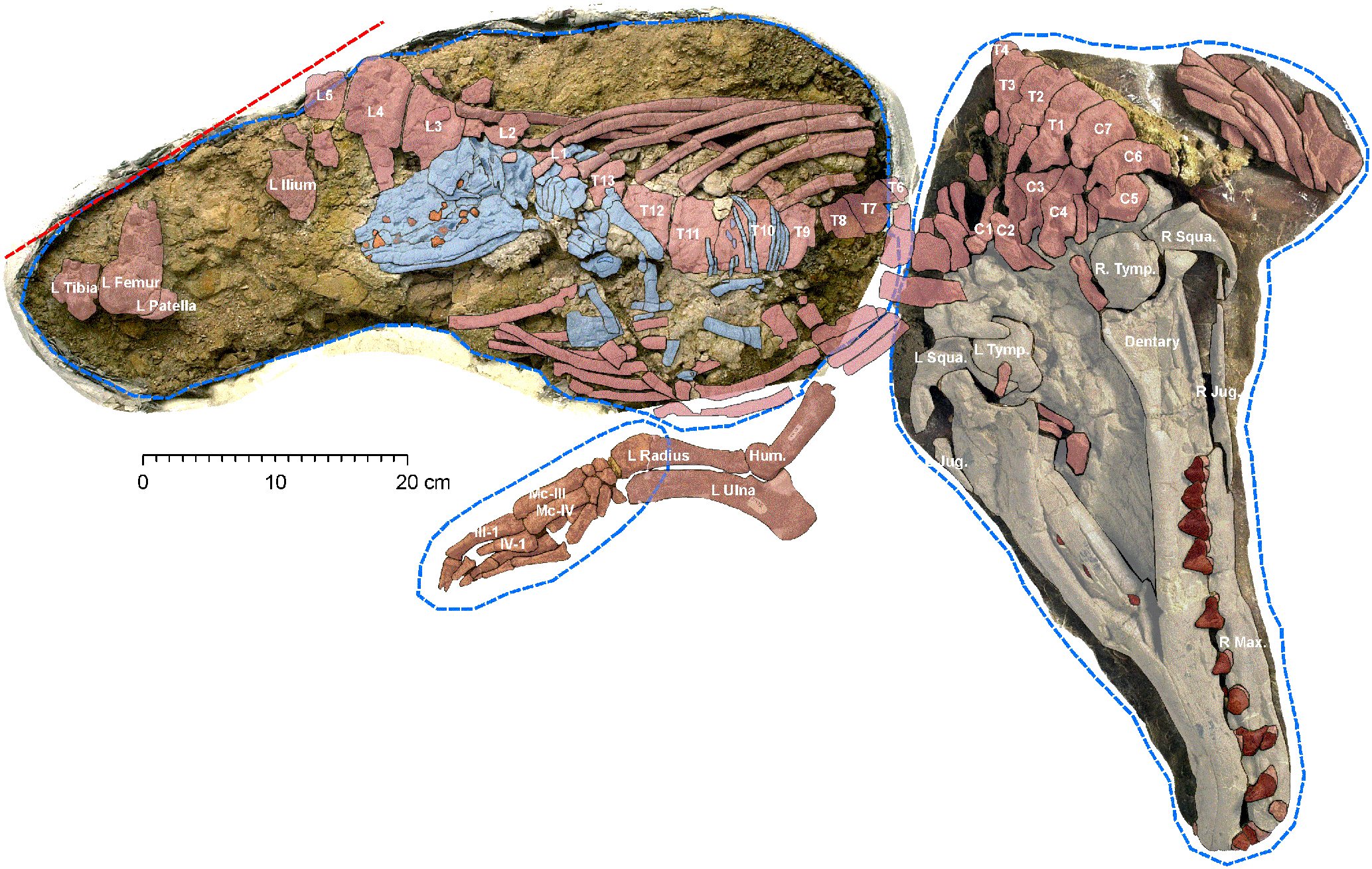
Cá voi Maiacetus với bào thai (màu xanh)

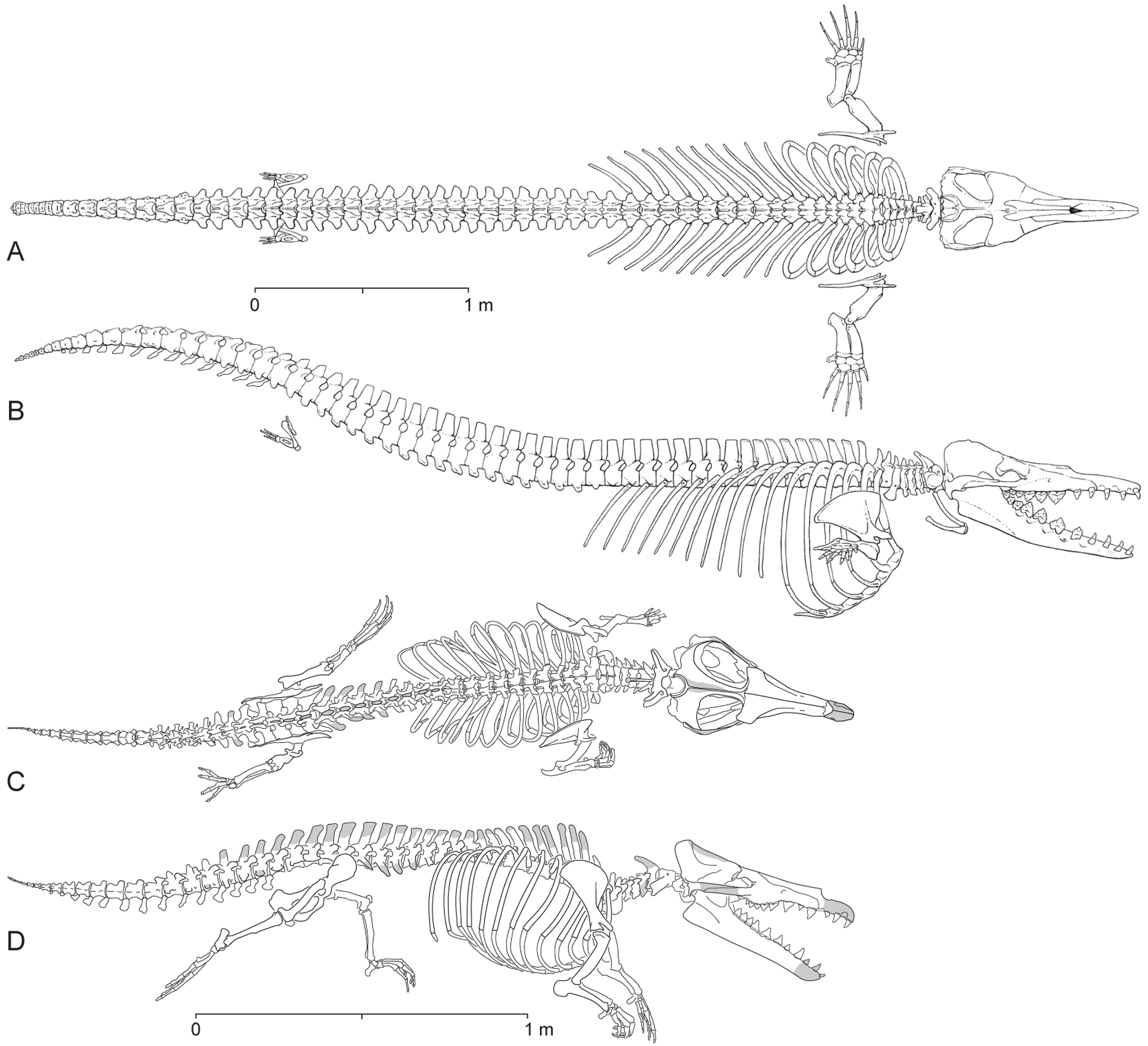
Bộ xương của Dorudon atrox (A, B: khoảng 5m và niên đại 36,5 Ma) và Maiacetus inuus (C, D: khoảng 2,6 m với niên đại 47,5 Ma) trong tư thế đang bơi

Maiacetus (với Maia nghĩa là "mẹ" và cetus là "cá voi", được đặt tên theo giới tính và tình trạng mang thai của mẫu vật điển hình) là danh pháp khoa học của một chi cá voi sinh sống ở thời kỳ đầu của Trung Eocen (khoảng 47,5 triệu năm trước) trong khu vực ngày nay là Pakistan. Chi này hiện tại chỉ chứa 1 loài có danh pháp Maiacetus inuus (với Inuus là vị thần của sự sinh sản trong thần thoại La Mã) được miêu tả năm 2009 trên cơ sở của 2 mẫu vật, bao gồm một con cá voi cái đang mang thai và bào thai của nó được khai quật từ thành hệ Habib Rahi. Nó là miêu tả đầu tiên của bộ xương bào thai của cá voi cổ (Archaeoceti). Vị trí của bào thai (đầu ra trước) gợi ý rằng những con cá voi của chi này sinh đẻ trên cạn.
Loài này có kích thước trung bình với bộ xương dài 2,6 m và cân nặng ước đạt 280–390 kg.